# Vicariatul Apostolic al Moldovei
Vicariatul Apostolic al Moldovei a fost un vicariat romano-catolic din Principatul Moldovei și ulterior din Principatele Unite ale Moldovei și Țării Românești care a fost înființat de Sfântul Scaun datorită condițiilor socio-politice vitrege de la acel moment.

## Context
După moartea Episcopului de Bacău Iosif Bonaventura Berardi, condițiile epocii nu au mai permis niciunui episcop să poarte titlul de episcopi de Bacău. Neobținându-se din partea Imperiului Otoman firmanul de rezidență al episcopului latin în Principatul Moldovei s-a trecut la înființarea Vicariatului Apostolic al Moldovei, organizare bisericească care a funcționat până în anul 1884, când a fost înființată Episcopia de Iași ce a pus capăt vacanței episcopale din Moldova.

## Titulari
În această perioadă s-au succedat un număr de 12 vizitatori apostolici.
- Ioan-Filip Paroni (1818-1825);
- Bonaventura Zabberoni (1825-1826).

### Misiunea condusă de prefecți apostolici (1826–1838)

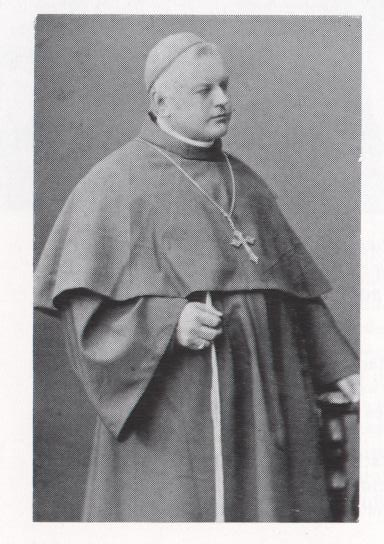
Fidelis Dehm, administrator apostolic între 1878-1880.

- Iosif Gualtieri (1826-1827);
- Inocentius Pamfilli (1827-1829);
- Carol Magni (1832-1835).

### Misiunea condusă de episcopi (1838-1884)
- Petru-Rafail Arduini (1838-1843);
- Paul Sardi (1843-1848);
- Antonio De Stefano (1848-1859);
- Iosif Tomassi (1859-1864, vizitator general);
- Iosif Salandari (1864-1873);
- Anton Grasselli⁠(pl)[traduceți] (1874);
- Ludovic Marangoni (1874-1877);
- Fidelis Dehm⁠(de)[traduceți] (1878-1880);
- Nicolae Iosif Camilli (1881 - 27 iunie 1884).